# Museo de Numismática (Costa Rica)
El Museo de Numismática Jaime Solera Bennett es un museo ubicado en San José, Costa Rica, especializado en la conservación y exhibición de objetos relacionados con la historia numismática del país. Pertenece a los museos del Banco Central de Costa Rica y se encuentra ubicado en un edificio subterráneo bajo la Plaza de la Cultura. 

## Toponimia
Lleva el nombre de Jaime Solera Bennett, empresario costarricense quien fuera presidente del Banco Central y una persona con gran interés por la numismática, que lo llevó a impulsar el desarrollo de las colecciones del Banco Central. 

## Colecciones
El Museo de Numismática de San José cuenta con una colección que data de 1950, conformada por cerca de 5.000 objetos: monedas, billetes, boletos de café, troqueles, documentos y fotografías. El museo como tal fue inaugurado en 1990.
El museo cuenta con una exhibición permanente llamada "Del real al colón: historia de la moneda de Costa Rica", la cual muestra, de una forma dinámica, la evolución de la moneda costarricense desde la época prehispánica, con el comercio mediante el trueque y las semillas del cacao, pasando por las distintas monedas que ha tenido el país desde la colonia, iniciando por el real, hasta la actualidad.